# Dolly Jacobs
Dolly Jacobs, conocida artísticamente como Queen of the Air, (Sarasota, 1957) es una trapecista, acróbata aérea y empresaria de circo estadounidense. 

## Trayectoria
Es hija de la ex modelo neoyorquina convertida en artista de circo Jean Rockwell y del famoso payaso Lou Jacobs. Comenzó su carrera circense en 1975. Fue una artista destacada de la compañía de circo estadounidense Ringling Brothers & Barnum and Bailey Circus.
En 1984, Jacobs dejó la compañía Ringling para incorporarse al Big Apple Circus, donde trabajó hasta 1985 y nuevamente durante entre 1987 y 1988.
Ella y su esposo, el también artista de circo sudafricano Pedro Reis, fundaron el Circus Sarasota en 1997, una organización sin fines de lucro dedicada a la enseñanza de las artes circenses y la celebración de la herencia circense de Sarasota, de la que Jacobs es la vicepresidenta y también docente de aéreos. Tras heredar, en 2013, el Sailor Circus de Sarasota, uno de los circos juveniles más antiguos de Estados Unidos, la organización fue renombrada como The Circus Arts Conservatory.Con motivo del 25 aniversario de su fundación, en 2023, Jacobs y Reis escribieron el libro The Circus Arts Conservatory: The First Twenty-Five Years.

## Reconocimientos
En 1997 fue galardonada como la Dame du Cirque del Festival Internacional de Circo de Montecarlo. Mismo festival en el que ganó, durante la 13º edición en 1988, el premio Payaso de Plata, por su número de anillas olímpicas que realizaba en el Big Apple Circus.
En 1997 fue incluida en el Circus Ring of Fame. Este reconocimiento se otorga a las personas que durante su trayectoria han contribuido significativamente al arte y a la cultura circense. La nominación corresponde al público y la selección de los ganadores a un jurado compuesto por artistas, historiadores, académicos y conocedores del circo de diferentes partes del mundo. El premio consiste en una placa de bronce, con forma de rueda de carreta, que se exhibe en el St. Armands Circle Park, ubicado en Sarasota, Florida. Más tarde, en 2013, también fue incluida en el Salón de la Fama de la World Acrobatics Society.
En 2012, Jacobs recibió el Premio al Patrimonio Folclórico de Florida. Unos años después, en 2015, el Fondo Nacional para las Artes le concedió la Beca del Patrimonio Nacional, que es el reconocimiento más importante que otorga el gobierno de Estados Unidos en las artes populares y tradicionales,convirtiéndose en la primera artista de circo en recibirla.
Su trayectoria ha sido reflejada en entrevistas para programas y documentales como GreasePaint (2013), After Circus (2015), Extraordinary Ordinary People (2017) o All there is - A circus story (2019).